# Frances (film)
Frances is een film uit 1982 van regisseur Graeme Clifford met in de hoofdrollen Jessica Lange, Sam Shepard en Kim Stanley.
Bij het uitkomen werd de film gezien als een waarachtige uitbeelding van het leven van actrice Frances Farmer. Een van de bronnen voor de film was de geromantiseerde biografie van William Arnold Shadowland. De door Arnold vermelde lobotomie van Farmer heeft in werkelijkheid waarschijnlijk nooit plaatsgevonden. De filmmakers namen de lobotomie over en zorgden daarmee voor een aantal gruwelijke scènes in de film. De film werd goed ontvangen en werd genomineerd voor een Oscar voor de beste vrouwelijke hoofdrol (Jessica Lange) en beste vrouwelijke bijrol (Kim Stanley). Beide nominaties werden niet verzilverd.

## Verhaal
Frances Farmer bewijst al op jonge leeftijd over uitzonderlijke talenten te beschikken. Zo schrijft ze al op de middelbare school een prijswinnend essay onder de titel God Dies. De titel onthult ook haar neiging tot rebellie. Deze laatste karaktertrek zal haar gehele leven een rol blijven spelen. As ze 21 is geworden wint ze een geheel verzorgde reis naar het communistische Rusland. Een trip die niet iedereen (inclusief haar familie) kan waarderen.
Frances is niet alleen een goede schrijfster, ze heeft ook acteertalent. Toch is het vooral haar schoonheid die haar doet opvallen in Hollywood. Ze is niet gelukkig met het feit dat ze nauwelijks op haar acteertalent wordt beoordeeld. Haar rebelse aard komt in opstand tegen het studiosysteem dat Hollywood in de jaren dertig beheerst. Acteurs en actrices zijn 'eigendom' van een studio en moeten accepteren wat de studiobazen bevelen. Ze weigert mee te werken aan publiciteitsstunts en is wars van de opgelegde studiomentaliteit. Hierdoor krijgt ze de reputatie een lastige actrice te zijn. Het is schrijver Clifford Odets die haar weet te overtuigen dat haar acteertalent beter tot zijn recht komt op het toneel. Hij adviseert haar te werken met het gerespecteerde toneelgezelschap The Group Theatre in New York.
Francis bemerkt echter snel dat het gezelschap wil profiteren van haar beroemde naam en evenmin is geïnteresseerd in haar acteertalent. Teleurgesteld probeert ze haar filmcarrière weer op te starten, maar ze merkt dat ze nog altijd moeite heeft met het studiosysteem en autoriteit. Haar moeder Lilian oefent steeds meer druk op haar uit en dit leidt ertoe dat Frances psychische problemen krijgt. Deze problemen leiden tot een steeds groter alcoholmisbruik en uiteindelijk tot een zenuwinzinking. Lilian laat haar dochter opnemen in een inrichting. Hier wordt Frances volkomen verkeerd begrepen. Haar rebellie wordt aangezien voor een psychose en men past elektroshocks toe. Uiteindelijk ondergaat ze allerlei vernederingen van de verplegers en verpleegsters en ze wordt zelfs verkracht door een groep soldaten. Het toppunt is een lobotomie die wordt uitgevoerd om haar te 'genezen' van haar vermeende psychose. Als ze in 1950 hersteld wordt verklaard, mag ze de kliniek verlaten.
Ze verdwijnt in de anonimiteit en wordt daar tijdelijk uitgehaald als ze mag optreden in het tv-programma This Is Your Life. Hier verklaart Frances dat ze nooit psychische problemen heeft gehad. Ze stelt dat als je behandeld wordt als een patiënt, je de neiging krijgt om als een patiënt door het leven te gaan. De film eindigt met Frances die na de opnames van het tv-programma over straat loopt met haar goede vriend Harry York. Als hij vraagt of het goed met haar gaat, reageert Frances ongewoon gedwee, alsof de lobotomie al haar neiging tot rebellie heeft weggevaagd.

## Rolverdeling
| Acteur        | Personage      |
| ------------- | -------------- |
| Jessica Lange | Frances Farmer |
| Kim Stanley   | Lillian Farmer |
| Sam Shepard   | Harry York     |

## Achtergrond
De scenaristen van de film gebruikten voor het scenario van Frances twee belangrijke bronnen, de postuum verschenen autobiografie van Farmer: Will There Really Be a Morning? uit 1972 en Shadowland, een geromantiseerde biografie van filmcriticus William Arnold uit 1978. Arnold had onderzoek gedaan naar het leven van Frances Farmer en was onder andere gestuit op de tegen haar wil uitgevoerde lobotomie. Shadowland gold enige tijd als de definitieve biografie van Frances Farmer. Aanvankelijk baseerden de schrijvers zich vooral op Shadowland voor het scenario van Frances. Toen de producers echter William Arnold aan de kant zetten, moest men snel iets verzinnen om te voorkomen dat de laatste alsnog geld zou eisen. Er werd gesuggereerd dat het scenario op andere originele bronnen was gebaseerd. Om die suggestie in stand te houden werd de figuur Harry York bedacht. York zou model staan voor Stewart Jacobson, een radicaal die claimde dat hij een verhouding met Frances Farmer had onderhouden. In werkelijkheid hebben Jacobsen en Farmer elkaar nooit ontmoet. William Arnold was overigens niet zo blij met het feit dat Shadowland aan de kant was geschoven als bron voor de film. Hij vond dat er veel zaken uit zijn boek waren overgenomen. De rechter dacht er anders over en Arnold verloor de rechtszaak die hij had aangespannen.
Wie echter Shadowland heeft gelezen weet dat de scenaristen toch veel aan het boek ontleend hebben, bijvoorbeeld de lobotomie van Farmer. Veel bioscoopbezoekers waren diep onder de indruk. Echter in 1999 schreef journalist Jeffrey Kauffman een artikel onder de titel: Shedding light on Shadowland, the truth about Frances Farmer. Kauffman die aanvankelijk zeer onder de indruk was van zowel boek als film, kreeg twijfel toen hij ontdekte dat een aantal feiten uit Shadowland niet klopten. Zo geeft bijvoorbeeld Arnold het foute geboortejaar van Frances in zijn boek weer. Nader onderzoek bracht aan het licht dat Arnold nog meer fouten had gemaakt en zelfs onderdelen van het boek had verzonnen. Hij kwam er ook achter dat Will There Really Be a Morning? helemaal niet door Frances Farmer was geschreven, maar door een vriendin van haar, Jeanira Ratcliffe. Kauffman deed onderzoek in de archieven van de psychiatrische kliniek waar Farmer was opgenomen en kwam tot de conclusie dat er totaal geen bewijs bestaat dat Farmer een lobotomie heeft ondergaan, noch dat ze is verkracht door verplegers en soldaten. In de jaren veertig werd lobotomie gezien als de oplossing voor psychoses en men was trots op de behaalde resultaten. Volgens Kauffman zou het ziekenhuis een lobotomie op een beroemde actrice als Farmer zeker bekend hebben gemaakt. 
Er bestaat overigens nog altijd discussie tussen voor- en tegenstanders van Kauffman en Arnold over de vraag wie gelijk heeft. Er bestaat in ieder geval gerede twijfel of Frances Farmer midden jaren veertig een lobotomie heeft ondergaan.

## Acteurs
Jessica Lange was niet de enige keus voor de titelrol. Actrices als Anne Archer, Susan Blakely, Blythe Danner, Susan Dey, Patty Duke, Mia Farrow, Sally Field, Jane Fonda, Liza Minnelli, Susan Sarandon, Cybill Shepherd, Sissy Spacek, Meryl Streep, Natalie Wood and Tuesday Weld waren in meer en mindere mate kandidaat. Uiteindelijk ging de strijd tussen Goldie Hawn, Diane Keaton en Lange. Hoewel Lange uiteindelijk de rol kreeg was het geen gelopen race. Ze had weliswaar een succesvolle rol gespeeld in The Postman Always Rings Twice, maar daar stond nog altijd het dieptepunt van haar rol in King Kong tegenover. Een van Langes medespelers was Sam Shepard, die de rol van Harry York vertolkte. Lange en Shepard werden tijdens de opnames verliefd op elkaar en waren van 1983 tot 2010 een stel. Kim Stanley werd uitverkoren voor de rol van de moeder van Frances Farmer, Lillian. Stanley moest de strijd aangaan met actrices Kim Hunter en Celeste Holm en zag haar inspanningen beloond met een Oscarnominatie voor de beste vrouwelijke bijrol. Kevin Costner speelt een piepklein rolletje als Luther.

## Productie
De film werd opgenomen met een krap budget van 8 tot 10 miljoen dollar. Dat is voor Hollywoodbegrippen extreem laag, zeker voor een film die speelt in het verleden, waarbij kostuums, auto's en decors moeten stammen uit de jaren dertig tot vijftig. Door het lage budget werd de film niet opgenomen in chronologische volgorde. Dit was met name zwaar voor Jessica Lange. Haar rol was met name emotioneel erg belastend. Om die reden had ze gevraagd om chronologische opnames, waarbij ze het karakter van haar personage kon opbouwen.
Tijdens de montage werd ervoor gekozen om de romance tussen Harry York en Frances beter tot zijn recht te laten komen. Dit werd ook ingegeven door het feit dat de producers gebroken hadden met WIlliam Arnold en diens boek Shadowland (zie ook Achtergrond). De montage had gevolgen voor een aantal scènes over de verhouding tussen Lillian en Frances en de zenuwinzinking van de laatste. Deze scènes verdwenen uit de film, waardoor genoemde verhouding onderbelicht blijft. Regisseur Graeme Clifford raakte overigens al zijn uit de film geknipte materiaal kwijt toen een overijverige assistent deze opnames weg liet gooien zonder zijn baas in te lichten.